# Robert Hand
 (décembre 2011).
Si vous disposez d'ouvrages ou d'articles de référence ou si vous connaissez des sites web de qualité traitant du thème abordé ici, merci de compléter l'article en donnant les références utiles à sa vérifiabilité et en les liant à la section « Notes et références ».
Robert Sterling Hand, né le 5 décembre 1942 à Plainfield, dans le New Jersey, et a grandi à Orleans, dans le Massachusetts. Il est un astrologue américain du XXIe siècle. Il est une figure de proue du Project Hindsight, projet lancé en 1993 visant à la traduction en anglais de textes anciens (en grec notamment) d'astrologie. Des ouvrages de Vettius Valens ont notamment été édités.
Son père, Wilfred Hand, était un spécialiste de la cosmobiologie et de l'astrologie héliocentrique, et il lui a enseigné les bases de l'élaboration de cartes astrologiques.
Hand a commencé à étudier l'astrologie à l'âge de 17 ans et a obtenu un baccalauréat en histoire intellectuelle de l'université de Brandeis en 1965.
Il a écrit plusieurs livres sur l'astrologie, notamment "Planets in Transit: Life Cycles for Living," "Planets in Composite: Analyzing Human Relationships," "Horoscope Symbols," et "Planets in Youth: Patterns of Early Development."
De plus, il a également traduit et commenté des textes astrologiques anciens et médiévaux, et sa bibliothèque contient la plupart des textes originaux ainsi que les traductions de ces astrologues.